# Liste der Parlamentsabgeordneten von Malta (1950–1951)
Diese Liste gibt einen Überblick über die Mitglieder des Repräsentantenhauses von Malta in der Wahlperiode von 1950 bis 1951.
| Name                           | Fraktion | Wahlkreis | Bemerkungen                                      |
| ------------------------------ | -------- | --------- | ------------------------------------------------ |
| Joseph F. Abela                | MLP      | 4         |                                                  |
| Giuseppe Agius Muscat          | PN       | 2         | verstorben; Nachrücker Paris, Antonio            |
| Emmanuele Agius                | PN       | 7         |                                                  |
| Emmanuel Attard Bezzina        | MLP      | 3         |                                                  |
| Agatha Barbara                 | MLP      | 2         |                                                  |
| Anglu Boffa                    | MWP      | 2         |                                                  |
| Pawlu Boffa                    | MWP      | 3         |                                                  |
| Giorgio Borg Olivier           | PN       | 4         |                                                  |
| Salvu Cacciottolo              | MLP      | 3         |                                                  |
| Giuseppe Maria Camilleri       | PN       | 6         |                                                  |
| Tom. Caruana Demajo            | PN       | 6         |                                                  |
| Carmelo Caruana                | PN       | 3         |                                                  |
| Ġużè Cassar                    | MWP      | 3         |                                                  |
| Amabile Cauchi                 | MWP      | 8         |                                                  |
| Giuseppi Cauchi                | Unabh.   | 8         |                                                  |
| Johnnie Cole                   | MWP      | 4         |                                                  |
| Arthur F. Colombo              | MWP      | 5         | zurückgetreten; Nachrücker Puglisevich, Giuseppe |
| Edwin Craig                    | MLP      | 5         |                                                  |
| Giorgio De Giorgio             | PN       | 1         |                                                  |
| Cecilia De Trafford Strickland | CON      | 8         |                                                  |
| Amedeo Fava                    | MLP      | 7         |                                                  |
| Joseph B. Flores               | MLP      | 6         |                                                  |
| J. Frendo Azzopardi            | PN       | 5         |                                                  |
| George Galea                   | PN       | 8         |                                                  |
| R.V. Galea                     | CON      | 1         |                                                  |
| Godwin G. Ganado               | MWP      | 4         |                                                  |
| Pawlu Grech                    | MWP      | 7         |                                                  |
| Nestu Laviera                  | MLP      | 2         |                                                  |
| Joseph Anthony Miceli          | MWP      | 1         |                                                  |
| Dom Mintoff                    | MLP      | 1         |                                                  |
| Enrico Mizzi                   | PN       | 1         | verstorben; Nachrücker Pace, Paolo               |
| Fortunato Mizzi                | PN       | 5         |                                                  |
| Daniel Piscopo                 | MLP      | 2         |                                                  |
| Paul Portelli                  | DAP      | 8         |                                                  |
| Vincent Scerri                 | CON      | 5         |                                                  |
| Anthony Schembri Adami         | MWP      | 7         |                                                  |
| Carmelo Schembri               | PN       | 7         |                                                  |
| Joseph Schembri                | MWP      | 6         |                                                  |
| Mabel Strickland               | CON      | 4         |                                                  |
| Leli E.C. Tabone               | MLP      | 6         |                                                  |

Quelle: Maltadata

## Einzelnachweis
1. ↑  Members of Parliament, 1921–2008. In: maltadata.com. Archiviert vom Original (nicht mehr online verfügbar) am 3. Januar 2014; abgerufen am 21. Juli 2019 (englisch).